# Zajelšje
Zajelšje je naselje v Občini Ilirska Bistrica.